# Margol, Chitapur
Margol là một làng thuộc tehsil Chitapur, huyện Gulbarga, bang Karnataka, Ấn Độ.